# Metlitz
Metlitz ist ein Ortsteil der Stadt Boizenburg/Elbe im Landkreis Ludwigslust-Parchim in Mecklenburg-Vorpommern.
Der Ort liegt nordöstlich des Hauptortes Boizenburg und nordwestlich des Boizenburger Ortsteils Schwartow. Östlich fließt die Boize, ein rechter Nebenfluss der Sude, die wiederum ein rechter Nebenfluss der Elbe ist. Östlich verläuft die B 195 und südlich die B 5.

## Baudenkmale
In der Liste der Baudenkmale in Boizenburg/Elbe ist für Metlitz kein Baudenkmal aufgeführt.